# Tomás García García
Tomás García García (Álora, 1911-Alcaucín, 8 de agosto de 2004) fue un político comunista español.

## Biografía
Licenciado en Derecho por las universidades de Granada y Madrid, en 1933 accedió a la plaza del Cuerpo Técnico Administrativo de la Administración del Estado. Desde 1931, miembro de la Unión de Juventudes Comunistas de España, fue secretario político en la universidad madrileña.   En 1936 se integró con su formación en las Juventudes Socialistas Unificadas (JSU) y durante la Guerra Civil se dedicó a la formación de cuadros de las JSU y en la creación de las Milicias de la Cultura. Hacia el final de la guerra participó como soldado en el Ejército Popular de la República en la defensa de Cataluña, resultando herido en el bombardeo de Figueras. 
Al final de la contienda hubo de exiliarse en Francia, donde fue internado en el campo de concentración de Saint-Cyprien, en los Pirineos Orientales. Después se trasladó en barco desde Burdeos a Santo Domingo, donde trabajó como peón agrícola, y desde allí a México, donde permaneció hasta el fin de la Segunda Guerra Mundial. Durante su estancia en América dirigió la revista La Lucha de la Juventud, desde la que se promovía el antifascismo entre la juventud de Latinoamérica. En 1945 participó en la fundación de la Federación Mundial de la Juventud Democrática y en la Unión Internacional de Estudiantes. 
Acabada la guerra mundial se estableció en París. Allí organizó la Comisión de Estudios Económicos del Comitè Central del Partido Comunista de España (PCE). En el V Congreso del PCE (1952) fue elegido miembro de su Comité Central, y en el VI Congreso (1956), miembro la dirección en la que fue responsable de política económica. Publicó en los órganos del PCE, Nuestra Bandera y Realidad, diversos estudios sobre el Instituto Nacional de Industria (INI), la crisis económica internacional y la del petróleo de 1973.
En 1970 regresó clandestinamente a España, estableciéndose en Madrid con el pseudónimo de Juan Gómez. Fue detenido por la Brigada Político-Social y, al tiempo de ser puesto en libertad, regresó de nuevo al exilio hasta regresar poco después de la muerte del dictador, Francisco Franco. En la Transición fue cabeza de lista del PCE en la candidatura por la circunscripción electoral de Málaga en las elecciones generales de 1977, obteniendo al acta de diputado al Congreso, puesto que renovó en las elecciones de 1979. En ambas legislaturas formó parte de la Comisión de Agricultura del Congreso y participó en la redacción de la Ley de fincas manifiestamente mejorables. Formó parte de la comisión redactora de los Pactos de la Moncloa y fue Consejero de Industria en la Junta Preautonómica de Andalucía bajo la presidencia de Plácido Fernández Viagas y de Rafael Escuredo. También participó en la redacción del Estatuto de Autonomía andaluz
En 1982 decidió retirarse de la actividad política, creando la Fundación para el Desarrollo Económico, Social y Cultural de Álora, de la que fue presidente. Entre otros reconocimientos, fue Hijo Predilecto de su ciudad natal, Hijo Adoptivo de Málaga y Medalla de Plata de Andalucía.

## Obras
- La evolución económica de la cuestión agraria bajo el franquismo (1957)
- Proceso de formación de la estructura económica contemporánea (1977)
- Problemas del desarrollo económico de España  (1977)